# 長川真也

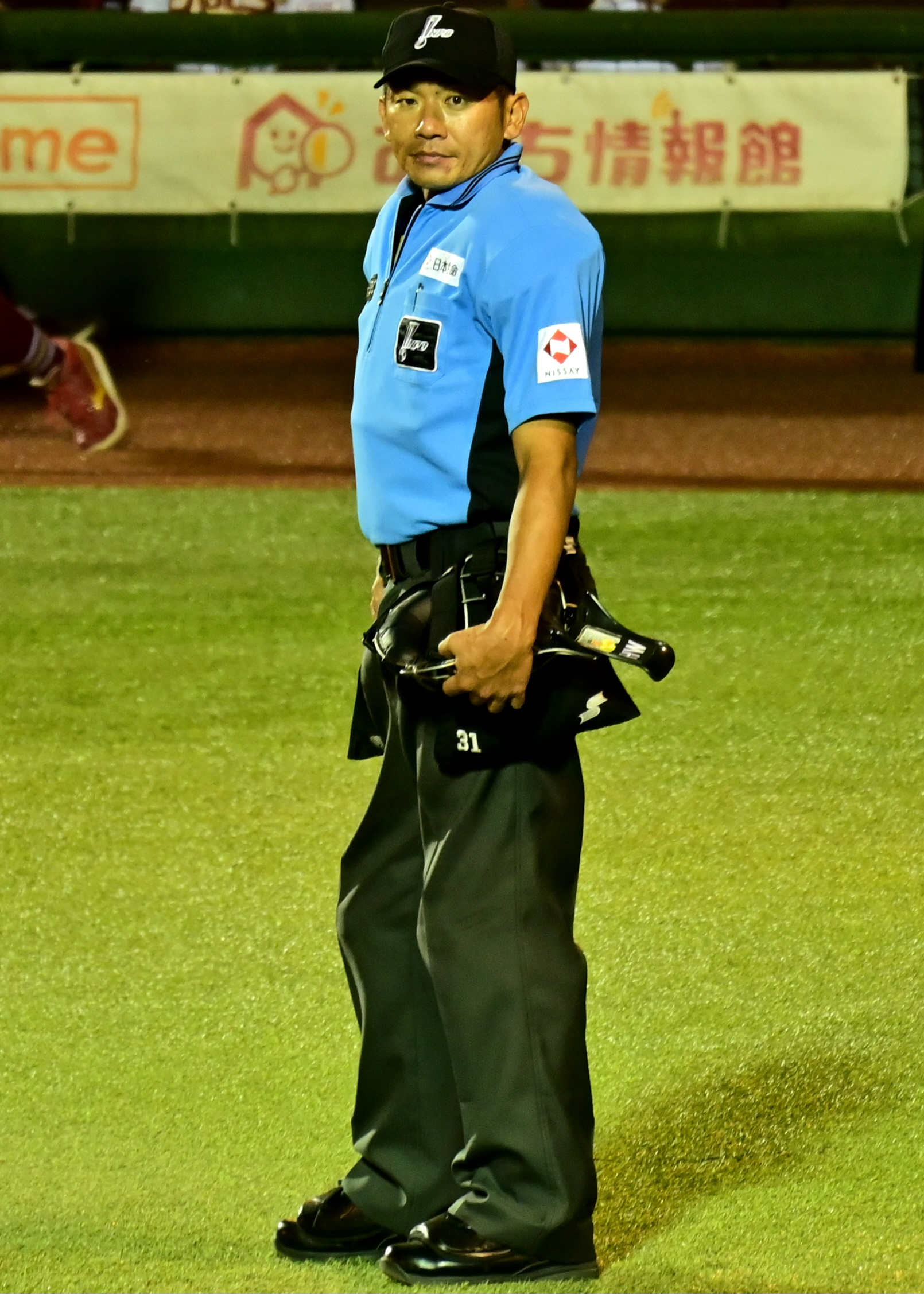
2024年7月2日はるか夢球場

長川 真也 (ながかわ しんや、1987年10月6日 - )は、日本のプロ野球審判員。

## 経歴
樹徳高等学校から国士舘大学を経て2013年3月1日に日本野球機構審判部に入局。審判員袖番号は入局から2015年までは60、2016年からは31。
2024年にはオールスター初出場を果たし、第2戦（7月24日、神宮）で球審を務めた。

## 審判員出場記録
- 出場試合数：308試合[1]
- 初出場：2018年4月5日、横浜DeNAベイスターズ対阪神タイガース2回戦（横浜スタジアム）、三塁塁審
- オールスターゲーム出場：1回（2024年）

（記録は2024年度シーズン終了時点）

## 表彰
- イースタン・リーグ優秀審判員：1回（2017年）

（2022年シーズン終了時）